# Біонеорганічна хімія

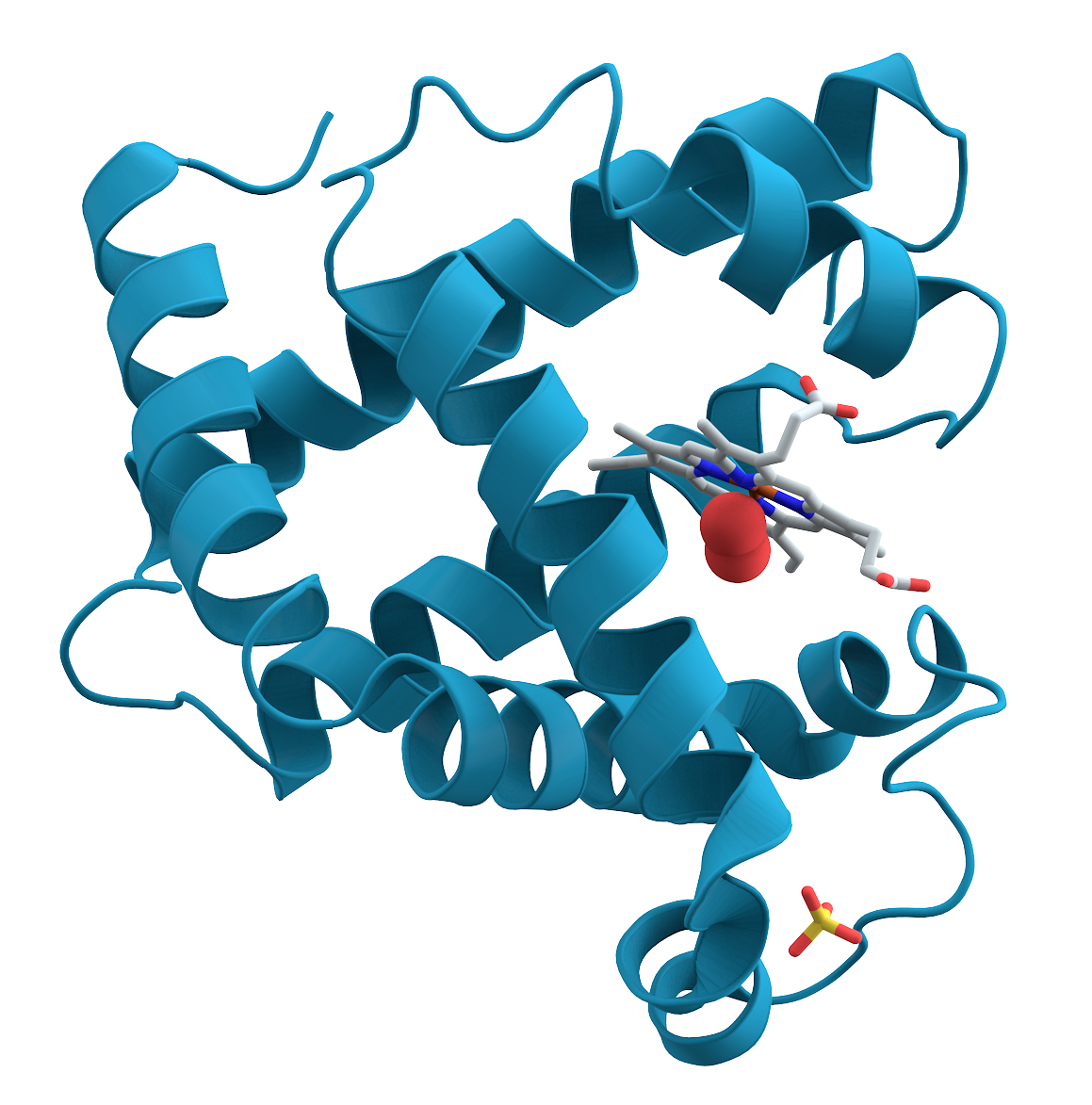
Міоглобін є визначним предметом у біонеорганічній хімії, з особливим значенням залізо-гемового комплексу, який прикріплений до білка.

Біонеорганічна хімія — розділ хімії, що вивчає роль металів у біологічних системах. Оскільки біонеорганічна хімія є поєднанням неорганічної хімії та біохімії, ця дисципліна має справу як з природними явищами, такими як механізм дії металопротеїнів, так і з модифікованими білковими молекулами та повністю штучними системами, створеними за моделлю природних.
Важливі процеси, які охоплює ця наука, включають транспорт електронів у білкових комплексах, зв'язування та активацію субстратів ферментами з використанням атомів металів як кофакторів, а також дослідження транспорту іонів за допомогою іонних насосів. Багато біологічних процесів, які мають велике значення для виживання даного організму (включаючи клітинне дихання), повністю залежать від наявності систем, які є предметом дослідження біонеорганічної хімії.
Спорідненою дисципліною, яка так чи інакше включена в біонеорганічну хімію, є біоорганометалічна хімія, яка займається вивченням біоорганометалічних сполук (таких, що містять атоми вуглецю, безпосередньо зв'язані з атомом металу).